# Скирлоу, Уолтер
Уолтер Скирлоу (англ. Walter Skirlaw; ум. 14 марта 1406) – английский религиозный деятель и дипломат, епископ Дарема (1388–1408) Ковентри и Личфилда (1386) и Бата и Уэллса (1386–1388). Один из наиболее видных советников королей Ричарда II и Генриха IV.

## Биография
Уолтер Скирлоу родился в деревне Свайн в Йоркшире (ныне графство Ист-Райдинг-оф-Йоркшир) в семье торговца ситами и вырос в соседней деревне Скирлоу, по которой и получил свою фамилию. Скирлоу изучал римское и гражданское право в Оксфордском университете, где получил степень магистра в 1358 году. Первые записи о его церковной карьере относятся к 1359 году, когда он стал был архидиаконом Ист-Райдинга с 1359 года; он работал на этой должности до 1385 года и в дополнение к этому был занимал позицию архидиакона Нортгемптона в 1381–1386 гг.  В 1382 году Уолтер был возведён в должность лорда-хранителя Малой печати, которую занимал до 1386 года. 
На свою первую епископскую должность, в диоцезе Ковентри и Личфилда, Уолтер был избран 28 июня 1385 года и рукоположен 14 января 1386 года. Спустя восемь месяцев, в августе, он был переведён на должность епископа в диоцез Бата и Уэллса , а 3 апреля 1388 года Уолтер был переведён снова, на этот раз – в Даремский диоцез, где он остался на должность епископа до своей смерти. В 1398 году капитул Йоркского собора выдвинул Уолтера на пост архиепископа Йоркского, но король Ричард II отменил решение капитула и продвинул своего кандидата – Ричарда Скрупа.
Будучи епископом Дарема, Скирлоу принимал активное участие в дипломатии и участвовал в дипломатических миссиях в Италию в 1381–1383 годах, во Францию в 1388 году и в Шотландию. Помимо дипломатии, Скирлоу руководил строительными проектами: он активно занимался модернизацией и расширением Даремского собора (в частности, он приказал построить клуатры), возвёл часовни в Хаудене и родном Свайне и построил несколько мостов в графстве Дарем. Как писал средневековый историк Роджер Додсворт, витражи на часовне в Свайне былы украшены гербами с изображениями перекрещенных решет в память о ремесле отца Уолтера. Кроме того, он профинансировал сооружение центральной башни Йоркского собора и развитие своей альма-матер – Оксфордского университета.
Уолтер Скирлоу умер 24 марта 1406 года. В его честь посвящены витражи на восточном окне Йоркского собора и в библиотеке Баллиол-колледжа; по сведениям Додсворта и Кассана, оба витража украшены тем же гербом из переплетённых сит, что и часовня в Свайне.